# Blanche de Montferrat
Blanche de Montferrat (en italien, Bianca di Monferrato) (née en 1472 à Casale Monferrato et morte le 30 mars 1519 à Turin) est une noble de la maison Paléologue. Par son mariage avec Charles Ier, elle se rattache à la maison de Savoie. Prématurément veuve, elle se montre une régente énergique, en particulier face aux appétits territoriaux du roi de France.

## Biographie

### Jeunesse et mariage
Blanche de Montferrat est la fille de Guillaume VIII de Montferrat et de sa femme Élisabeth Sforza (it) (fille de Francesco Sforza et de Blanche Marie Visconti) en 1472.
Le 1er avril 1485, à treize ans, elle épouse Charles Ier de Savoie. Le couple a deux enfants, Yolande-Louise en 1487 et Charles-Jean-Amédée en 1489.

### Deuils et régence

#### Mort de son mari

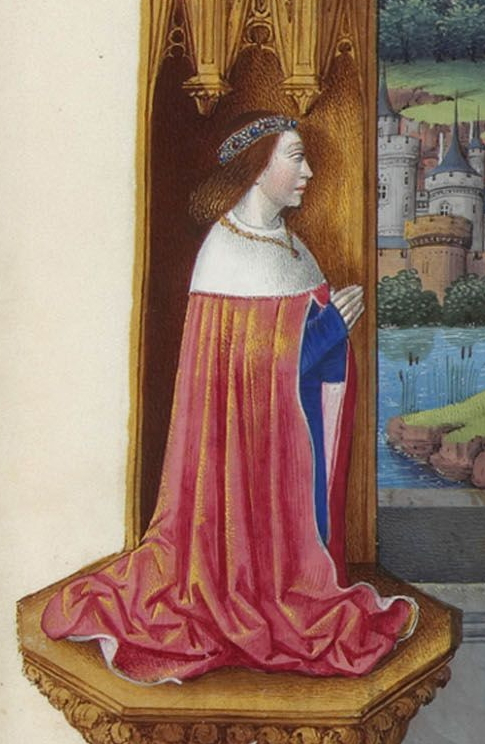
Représentation de Charles Ier de Savoie, extraite de la miniature de l'Ecce Homo, Les Très Riches Heures du Duc de Berry, vers 1485-1486.

Mais la mort survient assez violemment. Tout d'abord, c'est son mari qu'elle frappe, le 13 mars 1490, alors qu'il n'a que vingt-et-un ans. On pense qu'il a été empoisonné par Ludovic II, marquis de Saluces. Au grand dam de l'oncle de Charles, Philippe II de Savoie dit « sans terre », réputé de caractère emporté, Blanche n'abandonne pas le pouvoir mais devient régente, pour le compte de son fils, Charles-Jean-Amédée, alors âgé d'un an à peine.

#### Une régence énergique
Elle a entre autres à s'opposer aux États Généraux de Savoie, qui exigent d'elle dès le 8 avril 1490 un partage du pouvoir. Âgée de seulement dix-huit ans, elle sait pourtant composer avec habileté entre leurs doléances pour garder les rênes du pouvoir sans trop les mécontenter.
C'est notamment sous sa régence que se fait connaître le chevalier Bayard ; il avait été page de Charles Ier et continue à servir sous les ordres de la duchesse ; on sait qu'il organise un tournoi en l'honneur de cette dernière. C'est également sous le gouvernement de Blanche de Montferrat que la première imprimerie savoyarde s'établit à Chambéry, le premier imprimeur s'appelant Antoine Neyret.
Elle sait également user de diplomatie envers les grandes nations européennes. Ainsi, quand Charles VIII passe de France en Italie pour guerroyer, au lieu de s'opposer à lui (la politique de la Savoie étant très hostile aux conquêtes cisalpines et transalpines que mène la France depuis la fin de la Guerre de Cent Ans), elle laisse passer les troupes, espérant à raison que cette neutralité lui vaudrait une attitude plus bienveillante,.
Pour l'assister dans ces tâches difficiles, elle sait s'entourer. En particulier, elle nomme Sébastien Ferrero (it), homme d'expérience (né en 1438, il a alors cinquante-deux ans) trésorier général du Piémont.

#### Mort de ses deux enfants
D'autres deuils survinrent : c'est tout d'abord la mort de son fils Charles-Jean-Amédée, duc légitime de Savoie, à sept ans, le 16 avril 1496. Non contente de priver Blanche de son fils, cette disparition lui ôte son statut de régente, et ouvre le chemin du pouvoir à Philippe II qui le convoitait depuis longtemps. Il s’avère ensuite que durant son très court règne (dix-huit mois), Philippe est un souverain très apprécié, à rebours de ses violences de jeunesse,.
En 1499, alors que Blanche s'est retirée de la vie politique, elle voit encore mourir sa fille Yolande-Louise, récemment mariée à son cousin Philibert II, et qui n'avait que douze ans,,.

### Mort et sépulture
Durant les dernières années de sa vie, elle réside à Carignano, près de Turin. Elle y meurt et est enterrée dans l'église des Augustins,.